# Julius Chajes
Julius Chajes (geboren 21. Dezember 1910 in Lemberg, Österreich-Ungarn; gestorben 24. Februar 1985 in Detroit) war ein US-amerikanischer Pianist und Komponist österreichisch-jüdischer Herkunft.

## Leben
Julius Chajes wurde als Sohn eines Zahnarztes und dessen Frau Velerja in der damaligen Hauptstadt des Kronlandes Galizien in der Donaumonarchie geboren. Seine Mutter war eine bekannte Pianistin und erteilte ihm den ersten Klavierunterricht.
Er übersiedelte 1920 nach Wien, wo schon ein entfernter Verwandter von ihm lebte: Zwi Perez Chajes. Seine weitere Ausbildung im Klavierspiel erhielt er von Richard Robert, Julius Isserlis und von Moriz Rosenthal sowie dessen Frau Hedwig Kanner-Rosenthal, Kompositionslehre studierte er bei Hugo Kauder. Chajes galt als pianistisches Wunderkind, der etwa als 9-Jähriger seinen ersten Klavierabend bestritt und seine ersten Kompositionen schuf und als 15-Jähriger mit den Wiener Symphonikern seine Romantische Phantasie aufführte. Beim Internationalen Pianistenwettbewerb 1933 wurde er mit dem Ehrenpreis der Stadt Wien ausgezeichnet.
Bevor Chajes 1934 nach Palästina auswanderte, gab das Rosé-Quartett ein Abschiedskonzert, bei dem u. a. neben einer Wiedergabe seines Streichquartetts Nr. 2 op. 14 auch sein Streichquartett Nr. 3 op. 18 uraufgeführt wurde.
In Tel Aviv wurde er Leiter der Klavierklasse an der Beit L'viyim Musikakademie und betrieb eingehende Studien über Ursprung und Entwicklung der Jüdischen Musik und der in der Region gepflogenen Volksmusik. Dies beeinflusste in der Folge auch nachhaltig seinen eigenen Kompositionsstil und ließ ihn zu einem der bekanntesten Vertreter unter den Komponisten moderner israelischer Musik werden.
1937 übersiedelte er in die USA und debütierte 1938 in New York. 1940 wurde er Musikdirektor der jüdischen Gemeinde in Detroit und lehrte ab 1950 an der Wayne State University. Als Vorsitzender des Vereins HaSchofar setzte sich Chajes für die Förderung Jüdischer Musik ein und gründete ein eigenes Symphonieorchester. Seine Karriere als Pianist setzte er mit Aufführungen eigener und fremder Kompositionen fort, u. a. hatte er Auftritte mit dem Detroit Symphony Orchestra unter Paul Paray.
Als Komponist hatte er einen nachhaltigen Einfluss auf die Jüdische Musik in Amerika, sowohl für den synagogalen Gebrauch als auch auf den Konzertpodien. Darüber hinaus setzte er sich für die gegenseitige Verständigung von Juden, Katholiken und Protestanten ein.
Henryk Szeryng schrieb 1978 über ihn: „Seine Musik ist für Israel, was die eines Chopin für Polen, eines de Falla für Spanien oder eines Bartók für Ungarn ist.“

## Werke
Chajes’ Schaffen umfasst Bühnen- und Orchesterwerke, Kammermusik und Vokalkompositionen. Viele seiner Chor- und Liedkompositionen sind für den liturgischen Gebrauch in der Synagoge bestimmt. Seine Werke für Violine und Cello wurden u. a. von Mischa Elman, Emanuel Feuermann oder Pablo Casals gespielt. Die in Amerika komponierten Werke erschienen bei der Transcontinental Music Corporation in New York.
- Drei Streichquartette.
- Romantische Phantasie für Klavier und Orchester. 1925.
- Hebrew Suite for Orchestra. 1939, rev. 1965.
- Der 142. Psalm für Soli, gemischten Chor, Streichorchester und Orgel. 1941.
- Zion, Rise and Shine. Kantate für Soli, gemischten Chor und Orgel (oder Orchester). Um 1942.
- Sonata in A minor for violin and piano. Um 1955.
- Concerto in E für Klavier und Orchester. Um 1956.
- The promised Land. Kantate für einen Sprecher, Soli und Chor mit Klavierbegleitung. 1958 (Zum Zehnten Jahrestag der Gründung Israels).
- Out of the Desert. Oper in drei Akten. Uraufführung 1966.
- Song of the Pioneers. Worte von Michael Atzmoni. Für Sopran, Alt, Tenor und Bass mit Klavierbegleitung. Manuskript.